# 黄颡粘体虫
黄颡粘体虫（学名：[Myxosoma pelteobagrus] 错误：{{Lang}}：文本有斜体标记（帮助））为粘体科粘体虫属的动物。在中国，分布于四川等，营寄生生活，寄生在光泽黄颡鱼的肾。